# 더 오버코트
더 오버코트(러시아어: Шинель, The Overcoat)는 러시아(구 소련)에서 제작된 그리고리 코진세브, 레오니드 트라우버그 감독의 1926년 드라마 영화이다. 에밀 갈 등이 주연으로 출연하였다.

## 출연

### 주연
- 에밀 갈
- 세르게이 기라시모브
- 안드레이 카플러스